# Distaplia vallii
Distaplia vallii är en sjöpungsart som beskrevs av William Abbott Herdman 1886. Distaplia vallii ingår i släktet Distaplia och familjen Holozoidae. Inga underarter finns listade i Catalogue of Life.